# Sudá a lichá čísla
V matematice je každé celé číslo buď sudé, nebo liché. Pokud je číslo celočíselným násobkem dvou, je to sudé číslo, jinak je to liché číslo. Sudá čísla jsou tedy např. −4, 0, 12, 76; lichá čísla jsou např. −5, 1, 13, 37. Číslo nula je sudé, neboť je celočíselným násobkem dvou.
Vlastnost čísla být sudým anebo lichým se někdy nazývá parita čísla (a může se chápat i jako číselná hodnota zbytku po dělení čísla dvěma, tzn. parita sudého čísla je nula, parita lichého čísla je jedna).
Množinu všech sudých čísel lze zapsat jako
Sudá = 2Z = { …, −4, −2, 0, 2, 4, … }
Množinu všech lichých čísel pak jako
Lichá = 2Z + 1 = { …, −3, −1, 1, 3, 5, … }
Je vidět, že libovolné sudé číslo je možno vyjádřit ve tvaru 2k, kde k ∈ Z, zatímco libovolné liché číslo je možno vyjádřit jako 2k + 1, opět pro k ∈ Z.

## Vlastnosti
Číslo je sudé právě tehdy, je-li kongruentní s nulou modulo dvěma, liché právě tehdy, je-li kongruentní s jednou modulo dvěma.
Číslo zapsané v desítkové soustavě je sudé právě tehdy, je-li sudá jeho poslední číslice. Pokud tedy číslo končí jednou z číslic 0, 2, 4, 6, 8, je číslo sudé, jinak je liché. Totéž platí v libovolné jiné k-adické soustavě se sudou bází (např. v binární soustavě končí libovolné sudé číslo nulou). V soustavě s lichou bází má sudé číslo sudý ciferný součet.
Číslo 2 je jediným sudým prvočíslem, všechna ostatní prvočísla jsou lichá.
Podle Goldbachovy hypotézy lze každé sudé číslo větší než 2 vyjádřit jako součet dvou prvočísel. Tato hypotéza byla pomocí počítačů potvrzena pro všechna čísla až do 4×1014, přesto dosud neexistuje matematický důkaz.
Sudá čísla tvoří v okruhu celých čísel ideál, lichá čísla nikoliv.
Množina sudých čísel je stejně jako množina lichých čísel spočetně nekonečná, což znamená, že každá z nich má stejnou mohutnost jako množina všech celých čísel.

### Aritmetické vlastnosti
Při provádění některých základních aritmetických operací můžeme paritu výsledku poznat podle parity jednotlivých operandů:

#### Sčítání a odčítání
- sudé ± sudé = sudé
- sudé ± liché = liché
- liché ± sudé = liché
- liché ± liché = sudé

#### Násobení
- sudé × sudé = sudé
- sudé × liché = sudé
- liché × sudé = sudé
- liché × liché = liché

#### Dělení
Dělení dvou celých čísel může mít jako výsledek číslo, které není celé, a proto u něj nelze mluvit o sudosti/lichosti. Někdy je však podíl dvou celých čísel také číslo celé. Platí, že:
- Liché / liché nemůže být sudé.
- Sudé / liché nemůže být liché.
- Liché / sudé nikdy není celé číslo.
- U sudé / sudé záleží na konkrétních číslech.